# Sentencia de Benifayó
Se conoce como Sentencia de Benifayó (en valenciano Sentència de Benifaió) la dictada por el Tribunal Supremo el 21 de septiembre de 1998 en la que queda confirmado que las competencias en materia de normalización lingüística de los idiomas cooficiales del Estado español están atribuidas a las comunidades autónomas en las que se hablan dichas lenguas, y no a la administración local, esto es, a los ayuntamientos. La sentencia ratifica la resolución 335/1992, de 10 de marzo de 1992, emitida por el Tribunal Superior de Justicia de la Comunidad Valenciana a instancias de un recurso presentado por la Generalidad Valenciana.
Concretamente, el texto de la sentencia afirma lo siguiente:

- a) La normalización lingüística de un idioma cooficial entra en el ámbito o esfera de intereses de la comunidad local, pero excede de ella para afectar, de modo prioritario, a los de la Comunidad Autónoma, por lo que no puede invocarse la referida capacidad de promoción de intereses propios de la colectividad municipal que reconoce el artículo 1 de la Ley reguladora de las Bases de Régimen Local.

- b) No es que no se reconozca legalmente una competencia municipal para la normalización lingüística del valenciano, sino que tal competencia está legalmente atribuida a la Comunidad Autónoma. Así resulta de la LUEV, fundamentalmente de los artículos 18.2 y 34 al disponer: el primero, que el Consell velará por que la incorporación del valenciano se lleve a cabo de un modo comprensivo con las diferencias y niveles en el conocimiento y uso del valenciano que hoy existen y cuya superación es uno de los objetivos más importantes de la propia Ley; y, el segundo, sobre todo, que el Gobierno Valenciano asumirá la dirección técnica y la coordinación del proceso de uso y enseñanza del valenciano asesorando al respecto a todas las Administraciones públicas y particulares y adoptando cuantas medidas contribuyan al fomento de su uso y extensión.

La sentencia fue emitida por la Sección 4ª de la Sala de lo Contencioso-Administrativo del Tribunal Supremo el 21 de septiembre de 1998 desestimando el recurso de apelación 7057/1992 presentado por el Ayuntamiento de Benifayó contra la sentencia 335/1992, dictada el 10 de marzo de 1992, por la Sala de lo Contencioso-Administrativo del Tribunal Superior de Justicia de la Comunidad Valenciana (TSJCV).
El origen del conflicto se remonta a un acuerdo plenario, alcanzado el 26 de abril de 1988 por el Ayuntamiento de Benifayó cuya alcaldía en ese momento estaba ostentada por Vicent Choví, de Unió Valenciana, por el que se disponía que los escritos internos en valenciano se adecuarían a la normativa ortográfica que dicta la Sección de Lengua y Literatura de la Real Academia de Cultura Valenciana. A raíz de este acuerdo plenario, la Generalidad Valenciana presentó el recurso contencioso-administrativo 883/1989 ante el TSJCV, que redactó la sentencia 335/1992 anteriormente señalada, sentencia confirmada por el Tribunal Supremo en 1998. Además de la sentencia 335/1992 y en la misma línea, el TSJCV emitió también otra resolución de argumentación casi idéntica, la 1370/1992, de 12 de noviembre de 1992, en respuesta al recurso contencioso-administrativo interpuesto por el concejal del Ayuntamiento de Benifayó Vicent Duart, militante del partido político Unitat del Poble Valencià, cuyo contenido era muy similar al recurso presentado por la Generalidad Valenciana.